# Utopia (gruppo musicale)
Gli Utopia sono stati un gruppo musicale rock statunitense che ha avuto successo negli anni settanta e ottanta.
Il gruppo è strettamente legato alla figura del musicista Todd Rundgren, tanto da chiamarsi anche, fino al 1976, Todd Rundgren's Utopia, prima di assumere il nome definito Utopia una volta stabilizzatosi nella formazione. La band si è formata a New York.

## Formazione
Ultima
- Todd Rundgren - chitarra, voce (1973-1986; 2011-2012; 2017-2018)
- Ralph Schuckett - tastiere (1974-1975, 2011-2012; 2017-2018)
- Kevin Ellman - batteria, percussioni (1974-1975; 2011-2012; 2017-2018, morto nel 2021)
- Kasim Sulton - basso, voce (1976-1982; 1982-1986; 2011-2012; 2017-2018)
- Jesse Gress - chitarra (2011-2012;2017-2018)

Ex componenti
- John Siegler - basso, violoncello (1974-1976)
- Jean Yves Labat - chitarra (1973-1976)
- Dave Mason - tastiere (1973-1974)
- Hunt Sales - batteria, percussioni (1973-1974)
- Tony Sales - basso, cori (1973-1974)
- Mark "Moogy" Klingman - tastiere (1974-1975, morto nel 2011)
- Paul Harris - sassofono, tastiere (1978-1980)
- Roger Powell - tastiere, voce (1975-1986)
- John "Willie" Wilcox - batteria, percussioni, voce (1975-1986)
- Doug Howard - basso, voce (1982)

## Discografia

### Album in studio
- Todd Rundgren's Utopia (1974)
- Ra (1977)
- Oops! Wrong Planet (1977)
- Adventures in Utopia (1979)
- Deface the Music (1980)
- Swing to the Right (1982)
- Utopia (1982)
- Oblivion (1984)
- POV (1985)
- Disco Jets (2012)

### Live
- Another Live (1976)

### raccolte
- Trivia (1986) - raccolta